# Jahangir ibn Timur
Jahangir (vers 1355 -1376) fou un príncep timúrida, fill gran de Tamerlà. Yazdi diu que va néixer el 1356 però la majoria dels historiadors estan d'acord que fou abans, al menys el 1355 o 1354. Segons Yazdi la mare fou Alijai, i es va fer una festa a la que no van assistir ni el seu oncle Hajji Barles cap de la seva tribu ni el cap de la tribu emparentada amb la esposa, Bayazid Jalayir. El seu nom original fou Muhammad, que més tard Tamerlà li va canviar a Jahangir (rei del Univers).”.

## Infantesa
El 1364 Aljai i el fill Jahangir es van reunir amb el seu marit i pare al Gurmsir, però per un temps breu ja que Tamerlà no va tardar. El 1365 Aljai i Jahangir es van reunir amb el seu marit i pare; Aljai es va posar malalta i va morir a Samarcanda el 1366 quan Jahangir tenia uns 10 anys. El 1367 Tamerlà va haver de retirar-se a Makhan amb la tribu sanjari, dirigida per Mubarak Shah Sanjari, al qual va designar preceptor de Jahangir. També va obtenir pel jove príncep la protecció del malik d'Herat Muïzz-ad-Din Husayn.
El 1367 Kai Khusraw Khuttalani, que tenia odi a Amir Husayn per l'assassinat del seu germà Kai Kobad Khuttalani, que estava assentat a Mogolistan, va entrar en aliança amb Timur junt amb Bahram Jalayir. Kai Khosraw estava casat amb una filla del Khan Tughluq Timur de Mogolistan i, per tant, la seva descendència era genguiskànida i a mes tenia una filla que acabava d'entrar en l'edat de la pubertat, i Timur va decidir que aquesta filla (genguiskànida) fos promesa al seu fill Jahangir. Durant un mes hi va haver festa a Taixkent a causa de l'enllaç. El 1368 Tamerlà va donar ordre de que Jahangir abandonés Makhan (on romania) per anar a Xahrisabz.

## Al servei de Tamerlà
Yusuf Sufi de Khwariz va succeir al seu difunt germà Husayn Sufi que estava revoltat contra Tamerlà. Immediatament va enviar la seva espasa i va declarar la seva obediència i fidelitat a Timur. També es va oferir a donar en matrimoni la seva neboda (filla de Husayn Sufi) de nom Khan Zade (descendent d'un kan genguiskànida, descendent de Uzbeg Khan de l'Horda d'Or) a un dels fills de Timur, enllaç que serviria de vincle entre les dues parts. Timur hi va donar el acord amb la condició que agents del fill Jahangir (que seria el nuvi) haurien de quedar a Coràsmia per recaptar el tribut. Això fou interpretat pels sufites com que Timur volia assolir a Coràsmia la posició del kan jat (de Mogolistan). Al final de la tardor (1371) Yusuf va reocupar Kath com a part d'una conspiració secreta amb el sogre de Jahangir, Kai Khusraw Khuttalani; els agents de Jahangir al regne de Coràsmia foren expulsats i es va tornar a la rebel·lió. El 1372 el sogre de Jahangir, Kai Khusraw Khuttalani, fou executat en ser descoberta la conspiració que desenvolupava amb Yusuf Sufi. Aquest, assabentat de la sort del seu aliat i de que Tamerlà es dirigia cap al regne, va enviar un ambaixador a pregar als amirs i a Jahangir per intercedir pel seu perdó. També va enviar a la seva neboda, Khan Zade, amb una comitiva i regals (or, gemes, pells fines, satinats, tapissos ornats, i fins i tot un tron daurat), per a ser confiada a Jahangir. Khan Zade era molt expressiva i va demanar el perdó pel seu oncle a Timur. Aquest va accedir i va confiar el regne de Coràsmia a Jahangir però Yusuf Sufi l'administraria per delegació, tornant després a Samarcanda. Finalment el 1373 Jahangir es va casar amb Sevin Beg Khanzada (Khan Zade), neta de Janibeg Khan, príncep de la casa genguiskànida de Joci
El 1374 va participar en l'expedició al Mogolistan dirigint l'avantguarda. Va guanyar les batalles de Kuruk Tupe (Turó Blau) i de Birke Ghuryan, va capturar a l'esposa del kan Kamar al-Din, Buyan Agha, i a la filla, Dilshad Agha, obligant al kan a una fugida amb uns pocs servidors.
El 1375, durant l'expedició de Coràsmia, Sarbugha i Adil Shah Jalayir, que havien estat enviats a Mogolistan, es van revoltar i van atacar Samarcanda. Tamerlà que ja era al nord de Kath, va retornar enviant per davant al seu fill Jahangir que va derrotar els rebels a la batalla de Kermin.

## Mort
Jahangir era el fill preferit de Tamerlà i estava destinat a ser el seu successor. Quan aquest va emprendre la seva quarta campanya al kanat de Mogolistan el 1376, el va deixar a Samarcanda, malalt. Timur va accelerar la seva tornada perquè va anar rebent notícies de l'empitjorament de la salut del príncep, però quan va arribar a Samarcanda, ja era mort; foren rebuts per tots els notables vestits de negre que van comunicar que a causa de la malaltia que patia, el fill gran de Timur, Jahangir, havia mort. Tenia 20 anys (potser 21 o 22), precedint en la mort al seu pare en 29 anys. Jahangir fou enterrat a Kish.

## Família
Va deixar tres fills mascles 
- - Muhammad Sultan, nascut de l'esposa Khan Zade
  - Jahan Sultan - nascut de la princesa Rukaya Khanika (mort jove poc després que el pare)
  - Pir Muhammad, nascut pòstumament de la princesa Bakht Malik Aga filla d' Ilies Yasauri
  - Un fill (mort jove abans que el pare)
- I diverses filles:
  - Yadigar Sultan, nascuda de Khan Zade
  - Fatima Sultan, nascuda de Bakht Mali Agha
  - Payanda Sultan nascudes de Bakht Malik Aga

Al morir Jahangir deixava una esposa embarassada que va donar a llum un mes i uns dies després al tercer fill, Pir Muhammad.
L'amir Saif al-Din Barles, parent de Timur i, per tant, de Jahangir, disgustat per la mort del príncep, va demanar permís a Timur i se’n va anar a passar uns anys a l'Hedjaz, a la Meca.
El seu fill Muhàmmad Sultan fou més tard, el primer successor designat per Tamerlà, però va morir el 1403; Pir Muhammad ibn Jahangir fou l'hereu testamentari de Timur (1405) però el testament no es va complir.